# 戴逸松
戴逸松（1936年—2001年1月25日），男，浙江镇海人，生于上海，中国通信信息处理专家，吉林工业大学教授、电子工程系主任。